# Beverley Whitfield
Beverley Joy Whitfield (Wollongong, 15 juni 1954 – Shellharbour, 20 augustus 1996) was een Australisch zwemster, gespecialiseerd in de schoolslag. Ze werd in 1972 olympisch kampioen op de 200 meter schoolslag.

## Biografie

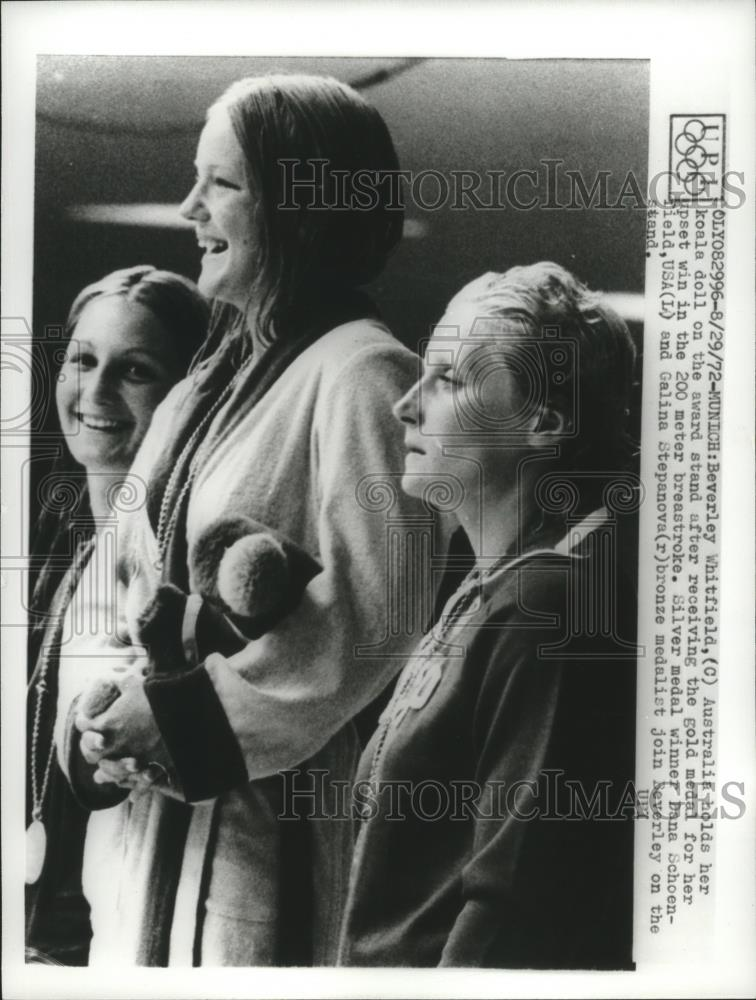
Dana Schoenfield, Whitfield en Galina Prozoemensjtsjikova in 1972

Whitfield groeide op in een kustdorpje vlabkij Wollongong en leerde zwemmen in de zee. Op haar elfde werd haar talent opgemerkt door de bekende Australische zwemcoach Terry Gathercole. Hij nam haar onder zijn hoede en vanaf dat moment trainde ze elk weekend met hem in Sydney. Tijdens schoolvakanties waren de trainingen dagelijks. Toen hij in 1969 werd aangesteld als zwemcoach in de Verenigde Staten, zamelde Whitfields oom geld in zodat zij met hem mee kon. Eenmaal terug in Australië zorgde Gathercole ervoor dat Don Talbot haar trainingen zou overnemen.
In 1970 won ze voor het eerst de Australische titels op de 100 en 200 meter schoolslag. Ze zou uiteindelijk acht keer Australisch en twee keer Nieuw-Zeelands kampioen worden. De successen herhaalden zich later dat jaar op de Britse Gemenebestspelen, waar ze drie gouden medailles won. Naast de beide schoolslagonderdelen, won ze ook goud op de wisselslagestafette. Op de Olympische Zomerspelen in München (1972) beleefde ze haar grootste overwinning, toen ze op de 200 meter schoolslag drie tegenstanders inhaalde en de olympische titel claimde. Eerder won ze er al brons op de 100 meter schoolslag. De jaren erna wist ze haar succes niet meer te evenaren en in 1975 beëindigde ze haar sportieve carrière. In 1995 werd ze opgenomen in de International Swimming Hall of Fame.
Whitfield overleed in 1996 op 42-jarige leeftijd na kort ziek te zijn geweest. Vrienden hadden aan de politie verklaard dat ze in de week voor haar dood griep had gehad.

## Erelijst
- Olympische Zomerspelen: 1x , 1x
- Gemenebestspelen: 3x , 2x

1924: Lucy Morton ·
1928: Hilde Schrader ·
1932: Clare Dennis ·
1936: Hideko Maehata ·
1948: Nel van Vliet ·
1952: Éva Székely ·
1956: Ursula Happe ·
1960: Anita Lonsbrough ·
1964: Galina Prozoemensjtsjikova ·
1968: Sharon Wichman ·
1972: Beverley Whitfield ·
1976: Marina Kosjevaja ·
1980: Lina Kačiušytė ·
1984: Anne Ottenbrite ·
1988: Silke Hörner ·
1992: Kyoko Iwasaki ·
1996: Penelope Heyns ·
2000: Ágnes Kovács ·
2004: Amanda Beard ·
2008: Rebecca Soni ·
2012: Rebecca Soni ·
2016: Rie Kaneto ·
2020: Tatjana Schoenmaker ·
2024: Kate Douglass
- Australian Dictionary of Biography: whitfield-beverley-joy-bev-31608
- Australian Women's Register: AWE2321b
- Trove: 708060